# Зембра
Зембра (араб. زمبرة) — скелястий острів на північному-сході Туніської затоки Середземного моря, розташований західніше мису Бон. У давнину острів називали Егімур (лат. Aegimurus).
У січні 1977 року Зембра та розташований за 5 км на схід острівець Зембретта були оголошені ЮНЕСКО як біосферний заповідник Іль-Зембра-е-Зембрета. 1 квітня 1977 року Президент Тунісу видав указ про заснування на островах національного парку. Також на островах мешкає безліч тюленів-монахів. Зембра також служить місцем гніздів'я мільйонам птахів.
Острів покритий чагарником та травою. На Зембра мешкають завезені людиною пацюки, кішки, кролики та муфлони. У деяких місцях скелі утворюють стрімчаки висотою до 50 метрів.
На острові збереглися стародавні захисні та портові споруди. До 1976 року на острові був туристичний центр, пізніше зайнятий військовими.

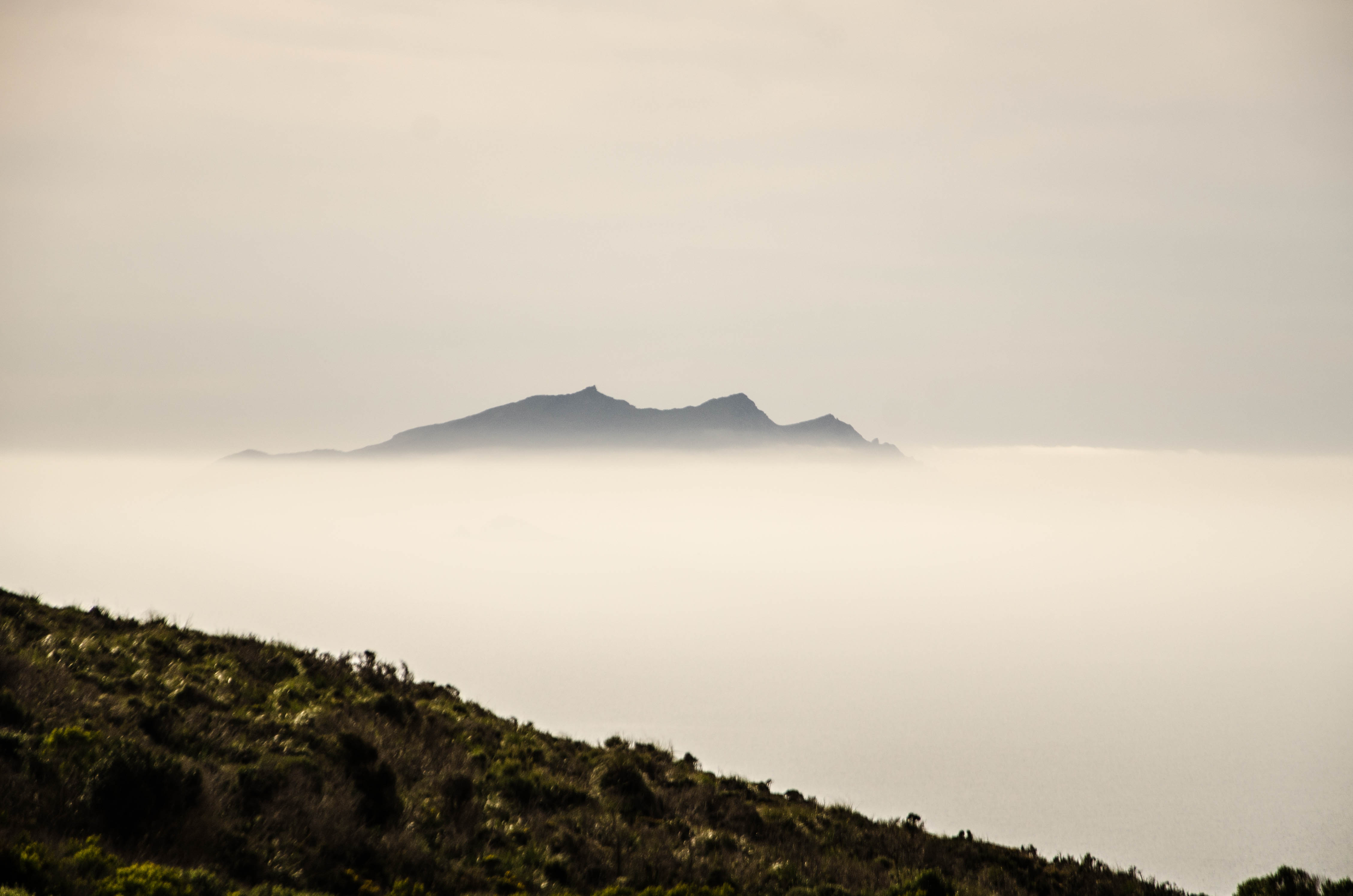
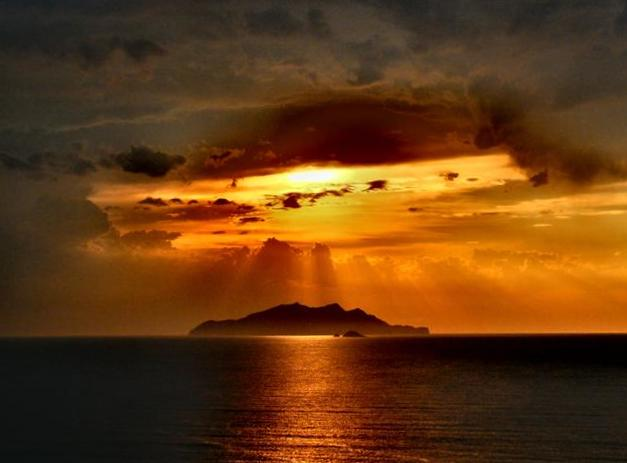
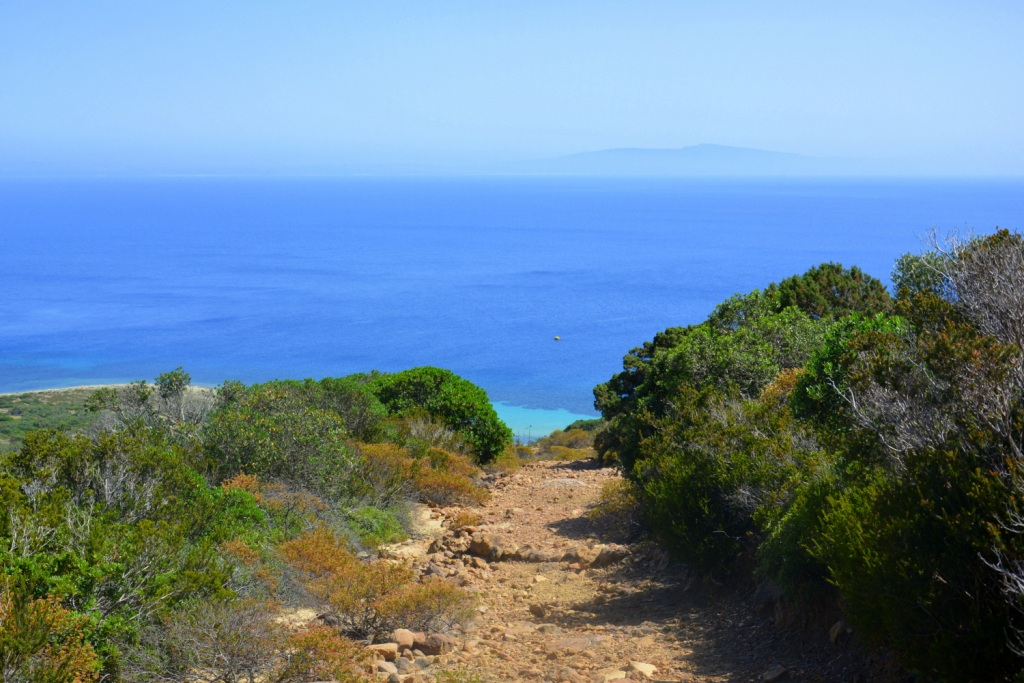
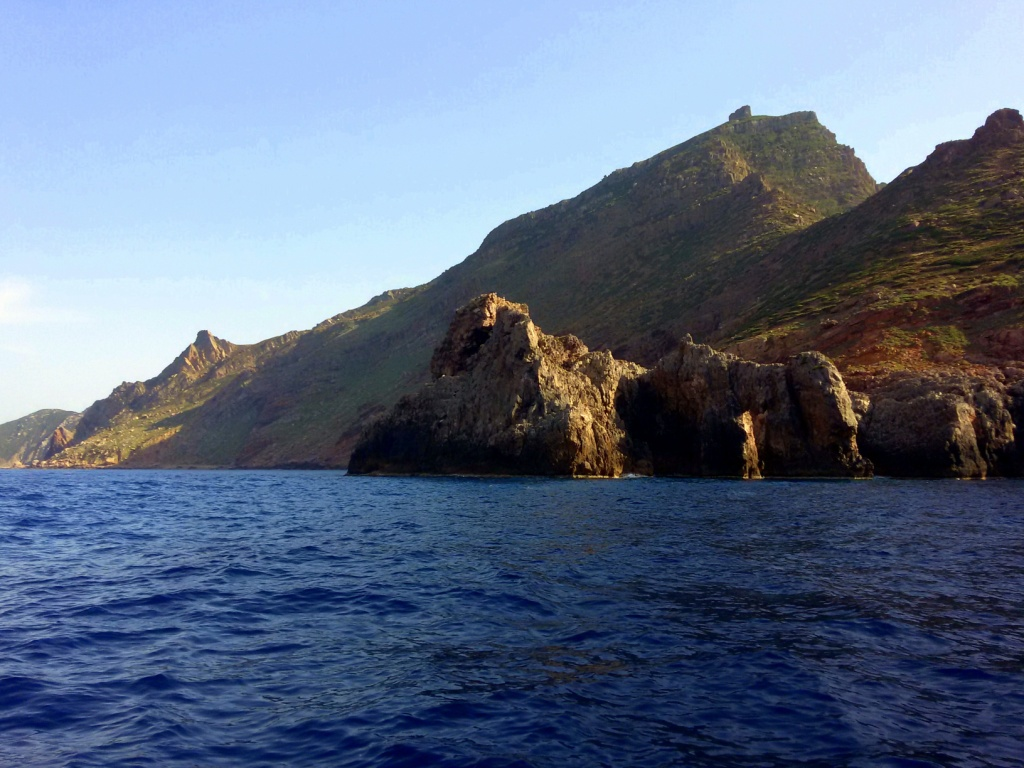
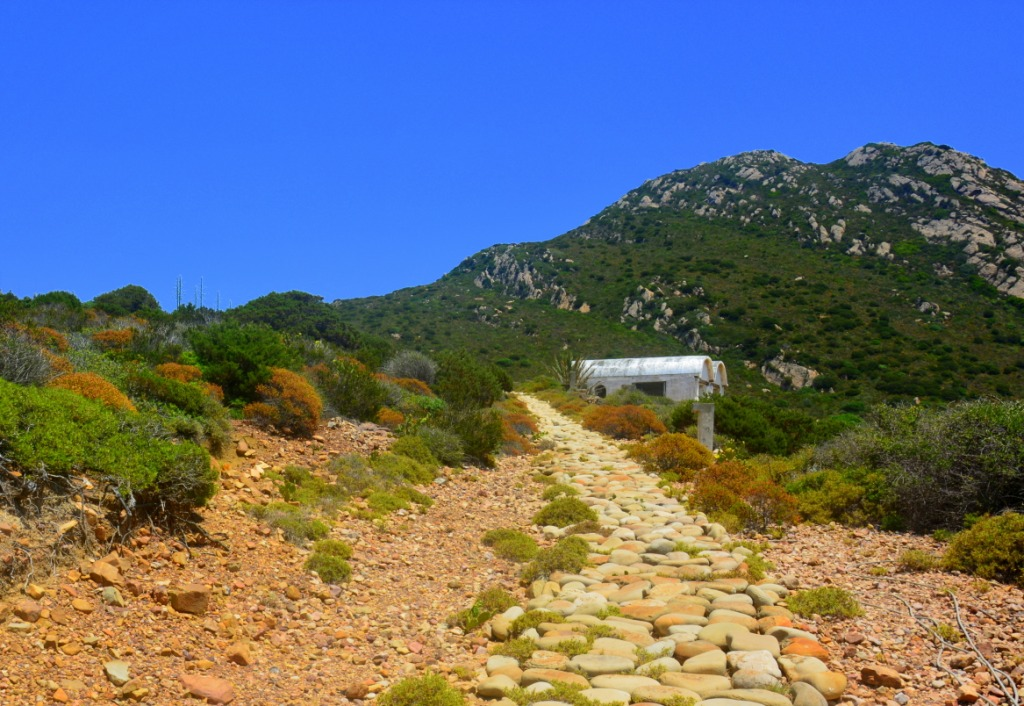